# ヘアー (映画)
『ヘアー』（原題: Hair）は、ミロス・フォアマン監督による1979年のアメリカ合衆国のミュージカル・戦争・コメディ・ドラマ映画である。1968年のブロードウェイの同名ミュージカルを原作としており、ベトナム戦争に徴兵された田舎の青年とニューヨークのヒッピーたちの交流が描かれる。
第32回カンヌ国際映画祭では非コンペティション作品として上映された。

## 物語
ベトナム戦争の最前線に向かうこととなったオクラホマの純朴な青年、クロードは、2日後の出征を前にニューヨーク見物をすることに決めた。ニューヨークに着いた彼は、そこでヒッピーたちの奔放なパフォーマンスを見せつけられ、圧倒される。そして召集令状を火にくべていたバーガーらの一団と出会い、フランクな彼らに迎えられて行動に加わった。そんなクロードは、公園で見かけた馬上の令嬢シーラに魂を奪われてしまう。何としても彼女に心を打ち明けたいクロードの気持ちを察したバーガーは、彼のためシーラの豪邸に出向いてパーティーに潜り込み、滅茶苦茶にしてしまう。その爽快感から豪邸を抜け出したシーラはクロードとすぐに心を打ち明け合い、LSDに酔いながらヒッピーたちと池に飛び込む。そしてクロードはネバダの軍キャンプに送られる。バーガーたちはクロードに会うため、車で軍キャンプに行く。軍曹の服を盗んでバーガーはキャンプの中に入り、クロードと入れ替わった。ところが、運悪く出動命令が兵士たちに下り、バーガーはベトナムへ。再会を終えて戻ったクロードは、バーガーが前線に送られたことを知る。やがて平和を願ったバーガーの戦死報告が届き、ヒッピー仲間たちはホワイトハウスを取り囲んで怒りと悲しみを唄い、その輪を広げてゆくのだった。

## キャスト
- ジョン・サヴェージ - クロード・フーパー・ブコウスキー
- トリート・ウィリアムズ - ジョージ・バーガー
- ビヴァリー・ダンジェロ - シーラ・フランクリン
- アニー・ゴールデン（英語版） - ジーニー・ライアン
- ドーシー・ライト（英語版） - ラファイエット・"ハッド"・ジョンソン
- ドン・ダカス（英語版） - ウーフ
- ネル・カーター - エイント・ガット・ノー / ホワイト・ボーイズ
- シェリル・バーンズ（英語版） - ハッドのフィアンセ
- リチャード・ブライト - フェントン
- エレン・フォーリー（英語版） - ブラック・ボーイズ
- シャーロット・レエ（英語版） - ピンクの女性
- ローリー・ビーチマン（英語版） - ブラック・ボーイズ
- ニコラス・レイ - 将軍
- マイケル・ジェッター - ウッドロー・シェルドン

## 受賞とノミネート
| 賞                   | 部門                                | 候補者                 | 結果       |
| -------------------- | ----------------------------------- | ---------------------- | ---------- |
| セザール賞           | 外国映画賞                          | ミロス・フォアマン     | ノミネート |
| ゴールデングローブ賞 | 作品賞 (ミュージカル・コメディ部門) | 『ヘアー』             | ノミネート |
| ゴールデングローブ賞 | 新人男優賞                          | トリート・ウィリアムズ | ノミネート |

## サウンドトラック
| 全作詞: ジェローム・ラグニとジェームズ・ラドー、全作曲: ガルト・マクダーモット。 |                                                                  |                                        |                        |      |
| #                                                                                | タイトル                                                         | 作詞                                   | 作曲・編曲             | 時間 |
| 1.                                                                               | 「アクエリアス」(レン・ウッズ)                                   | ジェローム・ラグニとジェームズ・ラドー | ガルト・マクダーモット | 4:47 |
| 2.                                                                               | 「ソドミー」                                                     | ジェローム・ラグニとジェームズ・ラドー | ガルト・マクダーモット | 1:30 |
| 3.                                                                               | 「ドンナ〜ハシシ」                                               | ジェローム・ラグニとジェームズ・ラドー | ガルト・マクダーモット | 4:19 |
| 4.                                                                               | 「黒のスペード」                                                 | ジェローム・ラグニとジェームズ・ラドー | ガルト・マクダーモット | 1:34 |
| 5.                                                                               | 「マンチェスター」(ジョン・サヴェッジ)                           | ジェローム・ラグニとジェームズ・ラドー | ガルト・マクダーモット | 1:58 |
| 6.                                                                               | 「アビー・ベイビー〜フォースコア」(ネル・カーター)               | ジェローム・ラグニとジェームズ・ラドー | ガルト・マクダーモット | 2:43 |
| 7.                                                                               | 「僕は黒い〜エイント・ガット・ノー」                             | ジェローム・ラグニとジェームズ・ラドー | ガルト・マクダーモット | 2:24 |
| 8.                                                                               | 「空気」                                                         | ジェローム・ラグニとジェームズ・ラドー | ガルト・マクダーモット | 1:27 |
| 9.                                                                               | 「パーティ・ミュージック」                                       | ジェローム・ラグニとジェームズ・ラドー | ガルト・マクダーモット | 3:26 |
| 10.                                                                              | 「マイ・コンヴィクション」                                       | ジェローム・ラグニとジェームズ・ラドー | ガルト・マクダーモット | 1:46 |
| 11.                                                                              | 「アイ・ガット・ライフ」(トリート・ウィリアムズ)                 | ジェローム・ラグニとジェームズ・ラドー | ガルト・マクダーモット | 2:16 |
| 12.                                                                              | 「フランク・ミルズ」                                             | ジェローム・ラグニとジェームズ・ラドー | ガルト・マクダーモット | 2:39 |
| 13.                                                                              | 「ヘアー」                                                       | ジェローム・ラグニとジェームズ・ラドー | ガルト・マクダーモット | 2:43 |
| 14.                                                                              | 「L.B.J.」                                                       | ジェローム・ラグニとジェームズ・ラドー | ガルト・マクダーモット | 1:09 |
| 15.                                                                              | 「エレクトリック・ブルース〜オールド・ファッションド・メロディ」 | ジェローム・ラグニとジェームズ・ラドー | ガルト・マクダーモット | 3:50 |
| 16.                                                                              | 「ハレ・クリシュナ」                                             | ジェローム・ラグニとジェームズ・ラドー | ガルト・マクダーモット | 3:20 |

| #   | タイトル                                                       | 作詞 | 作曲・編曲 | 時間 |
| --- | -------------------------------------------------------------- | ---- | ---------- | ---- |
| 1.  | 「何処へいったら」                                             |      |            | 2:50 |
| 2.  | 「ブラック・ボーイズ」                                         |      |            | 1:12 |
| 3.  | 「ホワイト・ボーイズ」(ネル・カーター)                         |      |            | 2:36 |
| 4.  | 「ウォーキング・イン・スペース」                               |      |            | 6:12 |
| 5.  | 「イージー・トゥ・ビー・ハード」(シェリル・バーンズ)           |      |            | 3:39 |
| 6.  | 「3-5-0-0」                                                    |      |            | 3:49 |
| 7.  | 「グッド・モーニング・スターシャイン」(ビヴァリー・ダンジェロ) |      |            | 2:24 |
| 8.  | 「ホワット・ア・ピース・オブ・ワーク・イズ・マン」             |      |            | 1:39 |
| 9.  | 「サムバディ・トゥ・ラヴ」                                     |      |            | 4:10 |
| 10. | 「ドント・プット・イット・ダウン」                             |      |            | 2:25 |
| 11. | 「フレッシュ・フェイリュア〜レット・ザ・サンシャイン・イン」   |      |            | 6:06 |